# Église Saint-Antoine-de-Padoue d'Etterbeek
 (août 2025).
Si vous disposez d'ouvrages ou d'articles de référence ou si vous connaissez des sites web de qualité traitant du thème abordé ici, merci de compléter l'article en donnant les références utiles à sa vérifiabilité et en les liant à la section « Notes et références ».
L’église Saint-Antoine-de-Padoue (en néerlandais : Sint-Antonius van Paduakerk) est un édifice religieux catholique de style néogothique sis à Etterbeek, commune méridionale de la Région de Bruxelles (Belgique).  Construite à partir de 1905 et lieu de culte de la communauté catholique locale, l’église est classée au patrimoine national depuis 2004.

## Histoire
Construite dans le cadre du développement urbanistique de cette zone encore campagnarde d’Etterbeek l’église se trouve au centre d’une vaste ‘place Saint-Antoine’ de laquelle partent plusieurs artères importantes d’Etterbeek. Le quartier lui-même pris le nom de ‘Saint-Antoine’. Elle est œuvre des architectes Edmond Serneels et Georges Cochaux.  Ouvert en 1905 le chantier ne se terminera qu’en 1935. Son style est néogothique, particulièrement inspiré du gothique du XIIIe siècle.
Le chœur et les trois travées principales de la nef furent construits en 1906. L’achèvement de la nef – sans transept - et la réalisation du clocher terminent l’ouvrage en 1935. La structure en est simple, associant maçonnerie et pierre ainsi que quelques éléments de béton armé dans la tour-clocher. Chaque travée se prolonge latéralement par des 'enclos' qui sont autant de chapelles secondaires. Extérieurement, l’édifice est revêtu d’un parement complet en moellons de pierre bleue mosane.

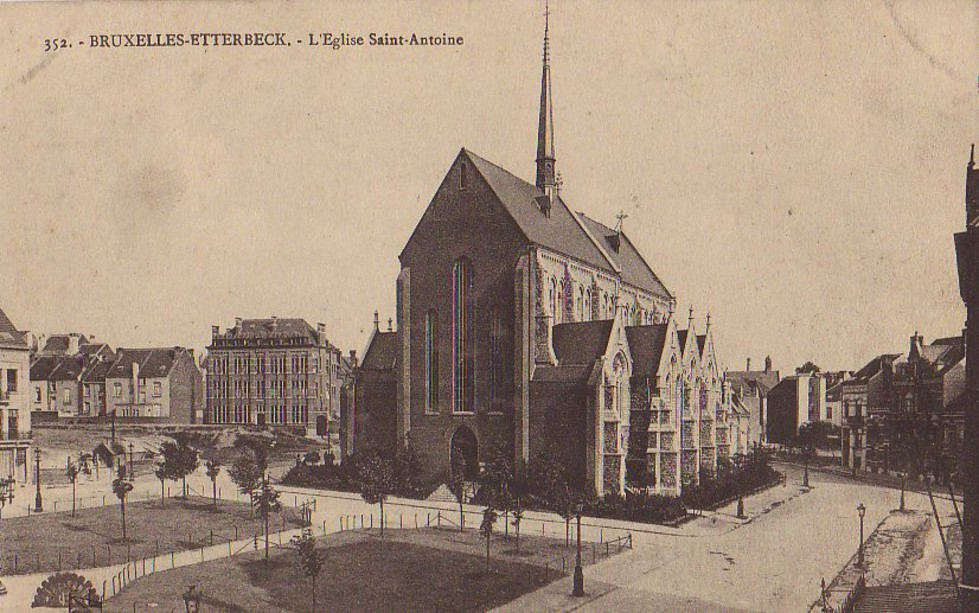
L'église vers 1909 (le clocher n'est pas encore construit)

L’église a la particularité d’avoir deux façades – avec vitraux et rosaces - au nord et au sud. Chacune domine un parvis qui sont les côtés nord et sud de la place ovale Saint-Antoine. Le portail avec entrée principale flanquée de la tour-clocher sur son aile gauche se trouve sur le côté nord. Les façades sont recouvertes de pierres bleues de carrières mosanes (région de Namêche, près d’Andenne).
La tour-clocher, bordée aux quatre angles de clochetons décoratifs, se trouve sur le côté droit de l’édifice. Une autre tour, beaucoup plus modeste et purement décorative, se trouve sur le côté gauche de la façade principale.
Considéré dans la culture architecturale bruxelloise, comme jalon qui permet de comprendre le panorama culturel du début du XXe siècle le bâtiment fut classé au patrimoine immobilier de la Région bruxelloise en 2004.

## Patrimoine
- L'orgue de tribune, œuvre du facteur Emile Kerkhoff, date de 1916.

## Adresse
- Place Saint-Antoine, 1040 Etterbeek (Bruxelles)